# FC St. Pauli
Fußball-Club St. Pauli von 1910 e.V., thường được biết đến đơn giản là FC St. Pauli (phát âm tiếng Đức: [ɛfˌtseː zaŋkt ˈpaʊli] ⓘ), là một câu lạc bộ bóng đá chuyên nghiệp Đức có trụ sở ở quận St. Pauli của Hamburg. Đội thi đấu ở Bundesliga từ mùa giải 2024–25 sau khi thăng hạng từ 2. Bundesliga ở mùa giải 2023–24.

## Phòng ban
- Bóng đá
- Bóng đá dành cho người mù
- Bóng bầu dục Mỹ
- Bóng rugby
- Quyền Anh
- Bóng ném
- Cờ vua
- Bóng bàn
- Bowling
- Đạp xe đạp
- Triathlon

## Bóng đá

### Sân vận động

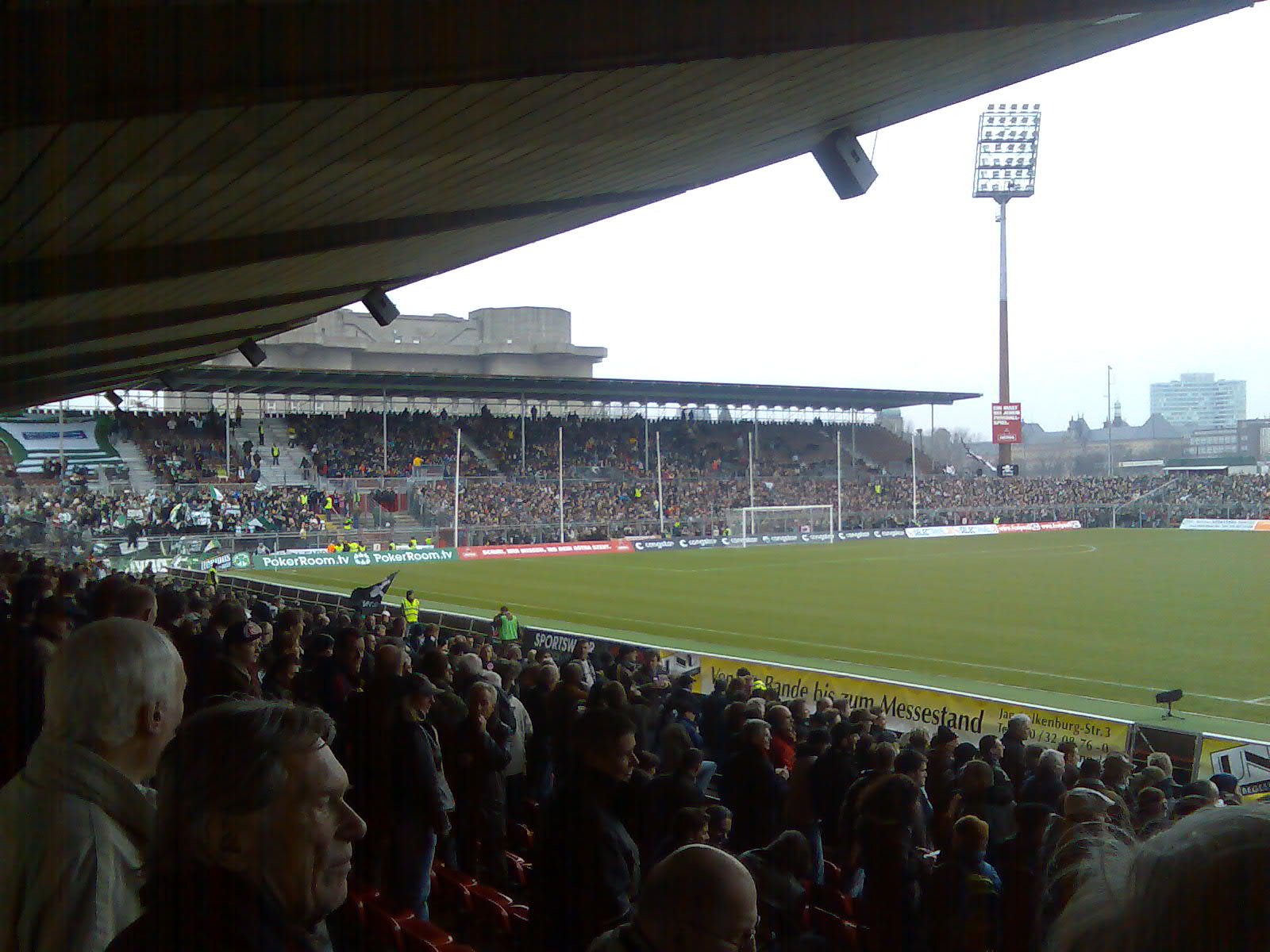
Millerntor-Stadion

- Tên – Millerntor-Stadion
- Thành phố – Hamburg
- Sức chứa – 24.487
- Khai mạc – 1963

### Lễ kỷ niệm
Trong năm 2010, FC St Pauli là một trăm năm. Nhân dịp Năm Thánh - fan hâm mộ câu lạc bộ 18auf12 đã ghi lại và phát hành một bài hát:
Happy Birthday St.Pauli One Hundred Beers for You (Chúc mừng sinh nhật St. Pauli-100 loại bia dành cho bạn!) Bài hát này khá quen thuộc với những người hâm mộ St. Pauli và họ thường hát theo bài hát.

Âm nhạc của Christoph Brüx, Hamburg

### Người chơi
Huấn luyện viên: Holger Stanislawski
- Benedikt Pliquett
- Florian Lechner
- Fabio Morena
- Carlos Zambrano
- Bastian Oczipka
- Rouwen Hennings
- Florian Bruns
- Marius Ebbers
- Charles Takyi
- Ralph Gunesch
- Timo Schultz
- Gerald Asamoah
- Marcel Eger
- Markus Thorandt
- Fabian Boll
- Max Kruse
- Richard Sukuta-Pasu
- Matthias Lehmann
- Fin Bartels
- Deniz Naki
- Carsten Rothenbach
- Mathias Hain
- Thomas Kessler
- Jan-Philipp Kalla
- Moritz Volz
- Nils Pichinot
- Dennis Daube
- Patrick Meurer
- Davidson Drobo-Ampem
- Arvid Schenk

## Cầu thủ

### Đội hình hiện tại
Ghi chú: Quốc kỳ chỉ đội tuyển quốc gia được xác định rõ trong điều lệ tư cách FIFA. Các cầu thủ có thể giữ hơn một quốc tịch ngoài FIFA.
| Số | VT | Quốc gia | Cầu thủ                                      |
| -- | -- | -------- | -------------------------------------------- |
| 1  | TM | Đức      | Philipp Heerwagen                            |
| 2  | HV | Đức      | Clemens Schoppenhauer                        |
| 3  | HV | Đức      | Lasse Sobiech                                |
| 4  | HV | Đức      | Philipp Ziereis                              |
| 5  | HV | Thụy Sĩ  | Joël Keller                                  |
| 6  | TV | Đức      | Christopher Avevor                           |
| 7  | TV | Đức      | Bernd Nehrig (Captain)                       |
| 8  | TV | Đức      | Jeremy Dudziak                               |
| 9  | TĐ | Maroc    | Aziz Bouhaddouz                              |
| 10 | TV | Đức      | Christopher Buchtmann                        |
| 11 | TĐ | Tunisia  | Sami Allagui                                 |
| 13 | TV | Nhật Bản | Ryo Miyaichi                                 |
| 14 | TV | Na Uy    | Mats Møller Dæhli (on loan from SC Freiburg) |
| 15 | HV | Đức      | Daniel Buballa                               |

| Số | VT | Quốc gia   | Cầu thủ                                        |
| -- | -- | ---------- | ---------------------------------------------- |
| 16 | HV | Đức        | Marc Hornschuh                                 |
| 19 | HV | Đức        | Luca-Milan Zander (on loan from Werder Bremen) |
| 20 | TV | Đức        | Richard Neudecker                              |
| 22 | TV | Thổ Nhĩ Kỳ | Cenk Şahin                                     |
| 23 | TV | Đức        | Johannes Flum                                  |
| 27 | HV | Đức        | Jan-Philipp Kalla                              |
| 28 | TV | Ba Lan     | Waldemar Sobota                                |
| 29 | TĐ | Đức        | Jan-Marc Schneider                             |
| 30 | TM | Đức        | Robin Himmelmann                               |
| 31 | TV | Đức        | Maurice Litka                                  |
| 33 | TM | Đức        | Svend Brodersen                                |
| 35 | HV | Đức        | Brian Koglin                                   |
| 37 | TV | Hàn Quốc   | Choi Kyoung-rok                                |
| 39 | HV | Hàn Quốc   | Park Yi-young                                  |